# پیشتازان فضا ۵: واپسین مانع
پیشتازان فضا ۵: واپسین مانع (به انگلیسی: Star Trek V: The Final Frontier)محصول سال ۱۹۸۹ به کارگردانی ویلیام شاتنر با بازی ویلیام شاتنر است.